# Episodi de I pinguini di Madagascar (terza stagione)
La terza e ultima stagione della serie animata I pinguini di Madagascar, composta da 33 episodi è andata in onda sul canale statunitense Nickelodeon tra il 2012 e il 2013.
In Italia l'ultima stagione è stata trasmessa in prima visione assoluta dal 30 agosto 2012 al 2 aprile 2013 su Nickelodeon. In chiaro è stata trasmessa in prima TV su Boing.
| Nº (assoluto) | Nº (stagione) | Titolo originale               | Titolo italiano                     | Prima TV USA     | Prima TV Italia   |
| ------------- | ------------- | ------------------------------ | ----------------------------------- | ---------------- | ----------------- |
| 117           | 1             | Feline Fervor                  | Fervore Felino                      | 16 aprile 2012   | 30 agosto 2012    |
| 118           | 2             | King Me                        | Sono io il re                       | 17 aprile 2012   | 30 agosto 2012    |
| 119           | 3             | The Otter Woman                | Miss Visone                         | 18 aprile 2012   | 1º settembre 2012 |
| 120           | 4             | Action Reaction                | Azione reazione                     | 19 aprile 2012   | 1º settembre 2012 |
| 121           | 5             | Thumb Drive                    | Impronte fatali                     | 20 aprile 2012   | 1º settembre 2012 |
| 122           | 6             | Operation: Big Blue Marble     | Operazione Pianeta Blu              | 22 aprile 2012   | 1º settembre 2012 |
| 123           | 7             | Hair Apparent                  | Capelli volanti                     | 6 maggio 2012    | 2 settembre 2012  |
| 124           | 8             | Love Takes Flightless          | Amore senza ali                     | 6 maggio 2012    | 2 settembre 2012  |
| 125           | 9             | Smotherly Love                 | Cocchi di mamma                     | 13 maggio 2012   | 2 settembre 2012  |
| 126           | 10            | Littlefoot                     | Littlefoot                          | 13 maggio 2012   | 2 settembre 2012  |
| 127           | 11            | Antics on Ice                  | Unicorni sul ghiaccio               | 20 maggio 2012   | 2 settembre 2012  |
| 128           | 12            | Showdown on Fairway 18         | Doppio gioco                        | 20 maggio 2012   | 2 settembre 2012  |
| 129           | 13            | Street Smarts                  | Strani A-mici                       | 27 maggio 2012   | 2 settembre 2012  |
| 130           | 14            | Nighty Night Ninja             | Buonanotte Ninja                    | 27 maggio 2012   | 2 settembre 2012  |
| 131           | 15            | A Kipper for Skipper           | Tutti per un' Aringa                | 3 giugno 2012    | 2 settembre 2012  |
| 132           | 16            | High Moltage                   | Una muta elettrizzante              | 3 giugno 2012    | 3 settembre 2012  |
| 133           | 17            | Nuts to You                    | Pazzi per le ghiande                | 10 giugno 2012   | 3 settembre 2012  |
| 134           | 18            | The Terror of Madagascar       | Il terrore del Madagascar           | 10 giugno 2012   | 3 settembre 2012  |
| 135           | 19            | Mental Hen                     | Predizioni pennute                  | 17 giugno 2012   | 3 settembre 2012  |
| 136           | 20            | Siege the Day                  | Il giorno dell'assedio              | 17 giugno 2012   | 3 settembre 2012  |
| 137           | 21            | P.E.L.T.                       | T.E.R.F.                            | 29 luglio 2012   | 4 settembre 2012  |
| 138           | 22            | Private and the Winky Factory  | Per un pugno di dolci               | 29 luglio 2012   | 4 settembre 2012  |
| 139           | 23            | Best Laid Plantains            | Furto delle banane                  | 3 novembre 2012  | 4 settembre 2012  |
| 140           | 24            | Skipper Makes Perfect          | Il giorno perfetto di Skipper       | 3 novembre 2012  | 4 settembre 2012  |
| 141           | 25            | Marble Jarhead                 | Biglie e bambole                    | 10 novembre 2012 | 4 settembre 2012  |
| 142           | 26            | Goodnight and Good Chuck       | La fine di Chuck                    | 10 novembre 2012 | 4 settembre 2012  |
| 143           | 27            | Operation: Swap-panzee         | Operazione Pinguino sulla Luna      | 1º dicembre 2012 | 4 marzo 2013      |
| 144           | 28            | Snowmageddon                   | Apocalisse bianca                   | 1º dicembre 2012 | 16 marzo 2013     |
| 145           | 29            | Tunnel of Love                 | Il tunnel dell'amore                | 14 febbraio 2013 | 31 marzo 2013     |
| 146           | 30            | Operation: Lunacorn Apocalypse | Operazione Unicorni dell'Apocalisse | 24 novembre 2012 | 31 marzo 2013     |
| 147           | 31            | The Penguin Who Loved Me       | Il pinguino che mi amava            | 28 febbraio 2013 | 31 marzo 2013     |
| 148           | 32            | Best Foes                      | Migliori nemici                     | 17 novembre 2012 | 31 marzo 2013     |
| 149           | 33            | Night of the Vesuviuses        | La notte dei Vesuvius               | 17 novembre 2012 | 2 aprile 2013     |